# Strandblommossa
Strandblommossa (Schistidium platyphyllum) är en bladmossart som först beskrevs av William Mitten, och fick sitt nu gällande namn av H. Perss.. Strandblommossa ingår i släktet blommossor, och familjen Grimmiaceae. Arten är reproducerande i Sverige.